# 羅伯·巴聶特
羅伯·巴聶特（英語：Robert Barnett，暱稱「羅比‧巴聶特」，1953年—），藏學家，現任哥倫比亞大學現代西藏研究計劃主任、當代西藏研究兼任教授，哥倫比亞大學東亞研究所西藏現代史高級研究學者。

## 生平
巴聶特創立並領導哥倫比亞大學現代西藏研究計劃，這是西方在此領域的第一個教學計劃。他最近的著作是與羅納德·施瓦茨合著的Tibetan Modernities: Notes from the Field（《西藏現代性：田野筆記》）。巴聶特還撰寫了許多關於西藏歷史的文章，範圍包括1950年後的西藏領導人，與西藏有關的電影、電視，西藏的婦女和政治，以及當代驅魔儀式。他在哥倫比亞大學教的課程包括西藏電影電視，當代文化，歷史，口述歷史等。他於2000年至2006年為拉薩西藏大學的外國學生舉辦了暑期課程。他經常在英國廣播公司、CNN、全國公共廣播電台、CBS、《紐約時報》、《華盛頓郵報》、《紐約書評》等媒體對西藏與中國的民族問題發表評論。他還在西藏開展了一些教育項目，其中包括生態旅遊和生態保護方面的培訓。
他在1998年加入哥倫比亞大學之前，曾在英國擔任研究員和記者，在英國廣播公司、《南華早報》、美國之音等媒體專門負責西藏議題。在1980年代，他創立並經營了Tibet Information Network（圖伯特資訊網），是當時獨立提供西藏新聞的領袖。

## 著作
他的重要著作包括：
- Barnett, Robert, ed. (1994). Resistance and Reform in Tibet （页面存档备份，存于）. Bloomington: Indiana University Press
- Barnett, Robert (2006). Lhasa: Streets with Memories （页面存档备份，存于）. New York: Columbia University Press.
- Barnett, Robert and Ronald Schwartz, eds. (2008). Tibetan Modernities: Notes from the Field. Leiden: Brill Publishers.

他也是《遮蔽的圖伯特：國際藏學家解讀西藏百題問答》一書的共同作者。